# Marija Antoaneta
Marija Antoaneta, Marija Antonija Jožefa Ivana Habsburško-Lotarinška, * 2. november 1755, Dunaj, † 16. oktober 1793, Pariz.
Rojena kot habsburška nadvojvodinja je kasneje postala kraljica Francije in Navare. Pri petnajstih letih je postala soproga Ludvika XVI. in je bila tudi mati »poslednjemu« francoskemu dofenu, Ludviku XVII. Sicer je najbolj poznana po svojem legendarnem (nekateri moderni zgodovinarji pravijo, da je to veliko pretiravanje in pravzaprav propaganda revolucionarjev) razkošju, ter po svojem nesrečnem koncu: obtožena za veleizdajo je sredi vladavine terorja bila usmrčena z giljotino na vrhuncu francoske revolucije oktobra 1793.
V času svojega življenja in po svoji smrti je postala simbol vsega dobrega in po drugi strani vsega slabega, povezanega z monarhijo in kraljevo družino. Slednje mišljenje je prevladovalo v preteklosti in tako ostaja še danes. Ta predstava se je ustvarila in širila pred francosko revolucijo in se štela za verodostojen in nevtralen opis Marije Antoanete vse do 20. stoletja. Izjema so bili francoski in drugi plemiči, ki so jo dolgo časa obravnavali kot mučenico. Tak opis se je oblikoval v času vladavine Napoleona Bonaparteja in se je obdržal čez skoraj celo 19. stoletje. Že ob koncu stoletja so ta opis bistveno ublažile biografije sodobnih avtorjev, ki Marijo Antoaneto opisujejo v veliko blažji svetlobi.
Čenče in revolucionarni časopisi so pripeljali do nastanka anekdot in citatov pripisanih Mariji Antoaneti. Najbolj znani in najpogosteje omenjeni rek - za katerega pa ni dokazano, da ga je izrekla - je: "Če nimajo kruha, naj pač jedo potico" (fr. Qu'ils mangent de la brioche).